# Take My Hand, Precious Lord
Take My Hand, Precious Lord est une chanson de gospel américaine écrite en 1932 par Thomas A. Dorsey,,, (considéré comme le « père » de la musique gospel moderne). C'est sa composition la plus célèbre et l'une des chansons de gospel les plus populaires,.
Elle est librement basée sur la mélodie du hymne religieux Must Jesus Bear the Cross Alone,.
En 1957, la chanson fut reprise par Elvis Presley sur son premier album de gospel, Peace in the Valley,,.